# Reator em batelada

Símbolo do reator batelada

O reator em batelada ou simplesmente reator batelada (em inglês, batch reactor), é o termo genérico para um tipo de vaso largamente usado em processos industriais. Seu nome origina-se em português de uma partida de material a ser produzida e, em inglês, a partir de um termo impróprio, dado que vasos deste tipo são usados para uma variedade de operações de processos, como dissolução de sólidos, mistura de produtos, reações químicas, destilação em batelada, cristalização, extração líquido-líquido e polimerização. Em alguns casos, eles não são tratados como reatores, mas tem um nome que reflete o papel que realizam (como cristalizador ou biorreator).
Um típico reator de batelada consiste de um agitador e sistema integrado de aquecimento/resfriamento. Estes vasos podem variar em tamanho de menos de 1 litro a mais de 15 mil litros. São normalmente fabricados em aço, aço inoxidável, aço revestido de vidro, vidro ou ligas exóticas. Líquidos e sólidos são normalmente carregados via conexões na cobertura do topo do reator. Vapores e gases também são descarregados através de conexões no topo. Líquidos são normalmente descarregados pelo fundo do tanque.
As vantagens de um reator de batelada reside em sua versatilidade. Um único vaso pode permitir uma sequência de diferentes operações sem a necessidade de interromper-se a continuidade da manutenção do conteúdo dele. Isto é particularmente útil quando processa-se compostos tóxicos ou altamente potentes farmacologicamente.
Também é o tipo de instalação adequada a uma série de processos similares que podem usar a mesma configuração de equipamentos e condições de processos, com escalas relativamente pequenas, como ocorre na síntese orgânica de produtos químicos finos, como os fármacos.

## Agitação
O arranjo mais comum é um agitador com eixo de transmissão montado centralmente com uma unidade propulsora em cima. Lâminas do agitador são montadas no eixo. Uma grande variedade de desenhos de lâminas são usadas e normalmente, as lâminas cobrem dois terços do diâmetro do reator. Quando produtos viscoso são manipulados, pás com forma de âncora são frequentemente usadas, as quais possuem uma folga estreita entre a lâmina e as paredes do vaso.
A maioria dos reatores em batelada também usam defletores ou chicanas. Estas são lâminas fixas que rompem o fluxo rotativo causado pelo agitador rotativo. Estes podem ser fixados à cobertura do vaso ou montados nas paredes laterais.
Apesar das melhorias significativas nas lâminas do agitador e projeto dos defletores, a mistura em reatores de grande lote é basicamente limitada pela quantidade de energia que pode ser aplicada. Em vasos grandes, as energias de mistura de mais de 5 Watts por litro podem colocar uma carga inaceitável para o sistema de arrefecimento. Altas cargas no agitador também podem criar problemas de estabilidade do eixo. Quando a mistura é um parâmetro crítico, o reator de batelada não é a solução ideal. Taxas muito mais elevadas de mistura pode ser conseguidas através do uso de sistemas com menores agitadores de fluxo de alta velocidade, mistura ultrassônica ou misturadores estáticos.

## Sistemas de aquecimento e resfriamento
Produtos em reatores em batelada geralmente liberaram ou absorvem calor durante o processamento. Mesmo a ação da agitação de líquidos armazenados gera calor. A fim de manter o conteúdo do reator na temperatura desejada, o calor deve ser adicionado ou removido por um camisa de resfriamento ou tubo de refrigeração. Camisas de aquecimento/resfriamento externas são usadas para aquecimento e arrefecimento de reatores em batelada. Fluidos de transferência de calor passam através do revestimento ou serpentinas para adicionar ou remover calor.
Dentro das indústrias química e farmacêutica, revestimentos externos de resfriamento são geralmente preferidos devido a eles permitirem uma limpeza mais fácil do vaso. O desempenho destes revestimentos pode ser definido por três parâmetros:
- Tempo de reposta para a modificação da temperatura da camisa
- Uniformidade da temperatura da camisa
- Estabilidade da temperatura da jaqueta

Pode-se argumentar que o coeficiente de transferência térmica também é um parâmetro importante. Tem de ser reconhecido, contudo, que os grandes reatores em batelada com camisas de refrigeração externas têm restrições de transferência de calor graves em virtude do projeto. É difícil conseguir algo melhor do que 100 Watts/litro, mesmo com condições de transferência de calor ideais. Em contrapartida, os reatores contínuos podem proporcionar capacidades de refrigeração de 10 mil W/litro. Para processos com cargas de calor muito altas, há soluções melhores do que os reatores em batelada.
Resposta rápida e controle de temperatura uniforme da camisa de aquecimento e resfriamento é particularmente importante para os processos de cristalização ou operações em que o produto ou o processo é muito sensível à temperatura. Existem vários tipos de reator com camisas de resfriamento:

### Camisa externa simples
O projeto de camisa simples ou única consiste de uma camisa externa a qual circunda o vaso. Fluido de transferência de calor flui em torno da camisa e é injetado em alta velocidade via bocais. A temperatura na camisa é controlada para aquecimento ou resfriamento regulado.
O projeto de camisa simples é provavelmente o mais antigo desenho de camisa de resfriamento externo. Apesar de ser uma solução experimentada e testada, tem algumas limitações. Em vasos grandes, pode demorar vários minutos para ajustar a temperatura do fluido na camisa de refrigeração. Isso resulta em controle de temperatura lento. A distribuição do fluido de transferência de calor também é distante da ideal e o aquecimento ou resfriamento tende a variar entre as paredes laterais e a superfície do fundo. Outra questão a considerar é que a temperatura de entrada do fluido de transferência de calor que pode oscilar (em resposta à válvula de controle de temperatura) ao longo de um ampla faixa de temperatura causando regiões quentes ou frias nos pontos de entrada da camisa.

### Camisa de meia serpentina ou serpentina de meia-cana
A camisa de meia serpentina ou serpentina de meia-cana é feita pela solda ou brasagem de um meio tubo (tubo de formado de seção igual a meio círculo, visando aumentar a área de contato) em torno do lado externo do vaso de maneira a criar um canal semicircular de fluxo. O fluido de transferência de calor passa através do canal na forma de fluxo em pistão. Um reator grande pode usar diversas serpentinas para prover o fluxo de fluido de transferência de calor. Como a camisa simples, a temperatura na camisa é regulada para controlar aquecimento ou resfriamento.
A característica de fluxo em pistão de uma camisa de meia-cana permite mais rápido deslocamento do fluido de transferência térmica na camisa (normalmente menos de 60 segundos). Isto é desejável para um bom controle de temperatura. Também propicia boa distribuição de fluido de transferência térmica o que evita os problemas de aquecimento ou resfriamento não uniformes entre as paredes laterais e a superfície do fundo. Como o projeto de camisa simples entretanto a entrada do fluido de transferência térmica também é vulnerável a grandes oscilações de temperatura (em resposta à válvula de controle de temperatura).

### Camisa de resfriamento de fluxo constante
A camisa de resfriamento de fluxo constante é um desenvolvimento relativamente recente. Não é uma camisa simples mas possui uma série de 20 ou mais pequenos elementos de camisas simples. A válvula de controle de temperatura opera por abrir ou fechar estes canais como requerido. Por variar a área de transferência de calor desta maneira, a temperatura do processo pode ser regulada sem alteração da temperatura da camisa.
A camisa de fluxo constante tem resposta do controle de temperatura muito rápida (normalmente menos de 5 segundos) devido ao pequeno comprimento dos canais de fluxo e a alta velocidade do fluido de transferência de calor. Como a camisa de serpentina de meia-cana o fluxo de aquecimento/resfriamento é uniforme. Porque a camisa opera em temperatura substancialmente constante, entretanto, a oscilações de temperatura na entrada vistas em outras camisas estão ausentes. Um característica incomum deste tipo de camisa pe que o calor de processo pode ser medido muito precisamente. Isto permite ao usuário monitorar a taxa de reação para a detecção de pontos finais das reações, controlando as taxas de adição de reagentes, controlando a cristalização, etc.